# Inintimeo
Tiberio Julio Ininthimeo (griego antiguo : Τιβέριος Ἰούλιος Iνινθιμηος) fue un rey de Bósforo que reinó aproximadamente 234 o 235 a 239.

## Origen
A pesar de su nombre de origen escita, ya llevado por un monarca anterior de este pueblo, Inintimeo parece pertenecer a la dinastía de los Tiberii Iulii de donde toma el gentilicio. Su origen es desconocido, pero es considerado a veces como un hijo de Sauromates III.
Anteriormente, también se emitió la hipótesis de que era un usurpador « bárbaro », esposo de una princesa de la familia real, hermana de Rescuporis III, a la que desposó.

## Reinado
Inintimeo reinó durante cinco años, siendo contemporáneo de los emperadores Alejandro Severo, Maximino el Tracio y Gordiano III, con los cuales está representado sobre sus monedas de 531 a 535 de la era del Ponto, diademado y barbado, con la leyenda « ВАСIΛΕΩC ININΘIMHYOY ». Sobre otras piezas figuran igualmente al anverso, cara a cara, el busto del rey hacia la derecha y hacia la izquierda el de Afrodita « Aperturas » (Ourania), velada, y al dorso la misma diosa, revestida de vestido largo. Inintimeo es mencionado también en dos inscripciones datadas en el año 533 de la era del Ponto :
- la primera del 1.º del mes de Panemos (i.e. julio), encontrada en Tanaïs en 1853, implica la reconstrucción de una torre de las fortificaciones hechas por un arquitecto romano, Aurelio Antonino, a costa de un comerciante nombrado Demetrio, hijo de Apolonio ;
- el segundo conmemora la reparación de un pozo y la erección por el mismo arquitecto romano, Aurelio Antonino, de una torre por un funcionario del rey Chophrasmon, hijo de Phorganakès, y el helenarca Psycharion, hijo de Phidanos ; está datada el 1.º del mes de Gorpiaios (octubre). El rey es calificado tradicionalmente de « Φιλόκαισαρ Φιλορώμαίος Eυσεbής », Philocaesar Philoromaios Eusebes (i.e. « amigo de César, amigo de los romanos y piadoso »), lo que confirma que reinaba con el acuerdo de Roma.[2]

## Posteridad
Inintimeo es considerado a veces como el padre de Rescuporis IV.